# Can Sanmiquel
Can Sanmiquel és una masia d'Alella (Maresme) catalogada com a bé cultural d'interès local.

## Història
Originàriament, aquestes terres eren erms del mas rònec Isern, on posteriorment es plantaren vinyes i van canviar de propietari molt sovint. El 1785, Francesc Sanmiquel, masover de Can Magarola, va adquirir la vinya i hi va construir un mas, que va deixar a càrrec de Jaume Guardiola.
A principis del segle xx, la finca va ser adquirida per Maria Guarro i Casas, que encarregà la reforma de la masia a l'arquitecte Josep Puig i Cadafalch. Entre 1914 (data que figura a la dovella central) i 1926, aquest hi va afegir un cos en forma d'«L» que abraçava l'edifici preexistent, i va renovar també les façanes amb elements de caràcter modernista, com per exemple les decoracions dels volums de les xemeneies.

## Descripció
De planta baixa i un pis, està oberta per una teulada de dues vessants amb el carener perpendicular a la façana. La portalada és adovellada i les finestres, tres al pis superior i dues a l'interior, amb les llindes, brancals i llindars de pedra. La construcció presenta dues galeries laterals amb dues arcades cadascuna que, construïdes posteriorment, conserven la mateixa inclinació de la teulada. Esgrafiat sobre la finestra de l'eix central hi ha un rellotge de sol.